# André Manaranche
Pour les articles homonymes, voir Manaranche.
André Manaranche, né le 8 janvier 1927 à Chatou et mort le 12 avril 2020 à Lille, est un prêtre jésuite français, théologien et écrivain spirituel.

## Biographie
De famille paysanne auvergnate émigrée dans la banlieue parisienne pour des raisons économiques, André Manaranche se sent très tôt appelé au sacerdoce. Entamant ses études au petit séminaire de Versailles en 1939 il est ordonné prêtre à Versailles le 29 juin 1951. Il est alors envoyé pour des études supérieures à l'Institut d'études sociales de l'Institut catholique de Paris et y soutient une thèse intitulée Communauté et société dans l’Eglise inspirée des travaux d'Ernst Troeltsch. Il est nommé vicaire à la paroisse d'Ermont puis à la paroisse Saint-Symphorien de Versailles. 
En 1960, il entre au noviciat des jésuites de Saint-Martin-d’Ablois dans la Marne, puis rejoint la Faculté de Fourvière où il passe sa maîtrise en théologie, laquelle sera la source du livre Quel salut ? (Seuil, 1969). La même année il publie Y a-t-il une éthique sociale-chrétienne ?. Dedans, il se demande si la perception du Royaume ne se situe pas à « un niveau plus originaire que celui des décisions morales », ce qui amène Henri Desroche à penser que cela aurait pu conduire à une théologie sociologisante, sans être a-théologique.
Il se tourne ensuite vers la dogmatique et, pour fuir l’ambiance ouest-européenne, consacre de nombreuses années à l’Afrique francophone, notamment au Sénégal, au Niger, au Bénin, au Burundi, au Rwanda, Madagascar, La Réunion et Maurice, avec des interventions ponctuelles au Maroc et en Algérie, pour des enseignements, des retraites et des services pastoraux, que l’âge et la santé rendront peu à peu moins lointains. En 1973, Mgr Guy Bagnard requiert son aide au Séminaire de Paray-le-Monial puis au Séminaire d'Ars.
En 1986, l’abbé Edmond Barbotin, conseiller religieux national des Scouts d’Europe, et le Mouvement lui confie l’aumônerie nationale des Routiers, avec le pèlerinage annuel à Vézelay, qu'il fréquente toujours à la Toussaint. Il le sera durant dix ans.
À partir de 1984, il est membre de la communauté jésuite de la Rue de Grenelle à Paris, d'où il continue à assurer des services pastoraux divers et pas mal d'accompagnements spirituels de personnes individuelles ou de couples. Il a rédigé son autobiographie en 2009 (publiée aux éditions du Sarment-Jubilé sous le titre Prêtre. Genèse d’une réflexion), dont le propos est le récit de sa vocation et des œuvres théologiques qui ont marqué son parcours de prêtre en des temps difficiles. Il a écrit une préface à la réédition du livre de Pierre Rousselot, Les Yeux de la foi. Bernard Pottier avait déjà indiqué en 1984 l'importance de cet ouvrage .
Atteint par le Covid-19, André Manaranche meurt le 12 avril 2020 à la Maison Saint-Jean de Lille, à l’âge de 93 ans.

## Publications
Cette bibliographie émane des Jésuites de France.
- Préface à Pierre Rousselot, Les yeux de la foi, éditions Ad Solem, Paris, 2010.
- Prêtre. Genèse d'une réflexion, éditions du Sarment - Jubilé, Paris 2009.
- Dieu en Europe, Le sarment/Jubilé, Paris, 2003.
- Jacques Fesch. Du non-sens à la tendresse, nouvelle édition revue et augmentée, Le Sarment/Jubilé, Paris, 2003
- Déclin ou sursaut de la Foi, Sarment/Fayard, Paris, 2002.
- Jacques Sevin, une identité, Sarment/Fayard, coll. "Témoins de la lumière", Paris, 1999.
- Questions de Jeunes, Sarment/Fayard, Paris, 1998.
- Tiens la route, Scout Europresse, Paris, 1997.
- Croyances ou Révélation, Sarment/Fayard, coll. "Témoins de la lumière", Paris, 1996.
- Vouloir et former des prêtres, Fayard, Paris, 1994.
- Grâce à Dieu, Sarment/Fayard, Paris, 1993.
- J'aime mon Église, Sarment/Fayard, Paris, 1992.
- Adam, où es-tu ? Le péché originel, Sarment/Fayard, coll. "Témoins de la lumière", 1991.
- En séparant le sable et l'eau… La création, Sarment/Fayard, coll. "Témoins de la lumière", Paris, 1990.
- Premiers pas dans l'amour, Sarment/Fayard, coll. "Témoins de la lumière", Paris, 1988.
- Rue de l'Evangile, Sarment/Fayard, coll. "Témoins de la lumière", Paris, 1987.
- Un amour nommé Jésus, Sarment/Fayard, coll. "Témoins de la lumière", Paris, 1986.
- Le monothéisme chrétien, Cerf, Paris, 1985.
- Pour nous les hommes, la Rédemption, Fayard, Paris, 1984.
- Le Prêtre, ce prophète, Fayard, Paris, 1982.
- Des noms pour Dieu, Fayard, Paris, 1980.
- Les Raisons de l'espérance, Fayard, coll. "Communio", Paris, 1979.
- Attitudes chrétiennes en politique, Seuil, Paris, 1978.
- L'Esprit de la loi, Seuil, Paris, 1977.
- Celui qui vient, Seuil, Paris, 1976.
- Ceci est mon corps, Seuil, Paris, 1975.
- L'Esprit et la Femme, Seuil, Paris, 1974.
- L'Existence chrétienne, Seuil, Paris, 1973.
- Dieu vivant et vrai, Seuil, Paris, 1972.
- Un chemin de liberté, Seuil, Paris,1971.
- Franc-parler pour notre temps, Seuil, Paris,1970.
- Quel salut ?, Seuil, Paris,1969.
- Y a-t-il une éthique sociale chrétienne ?, Seuil, Paris, 1969.
- Je crois en Jésus-Christ aujourd'hui, Seuil, Paris, 1968.
- Prêtres à la manière des apôtres, Centurion, Paris, 1967.
- L'Homme dans son univers, Editions Ouvrières, Paris, 1966.